# Bibliothèque du Capitole
La bibliothèque du Capitole (en latin : Bibliotheca Capitolina) est une bibliothèque de Rome durant l'Antiquité dont on sait très peu de choses, mentionnée seulement par des auteurs tardifs comme Orose qui évoque sa destruction dans un incendie.

## Localisation
La localisation précise de l'édifice n'est pas connue sinon qu'il devait être situé sur la colline du Capitole ou à proximité immédiate, sur les pentes ou en contrebas. La bibliothèque a pu faire partie du complexe de l'Athenæum édifié par Hadrien, sorte d'université de la Rome antique.

## Histoire
La bibliothèque est fondée au cours du IIe siècle, par l'empereur Trajan ou plus probablement par un de ses successeurs de la dynastie des Antonins. Elle est détruite lors d'un incendie provoqué par un impact de foudre entre 185 et 188 ou 189 apr. J.-C., durant le règne de l'empereur Commode.